# ميخائيل رولاند
ميخائيل رولاند (بالإنجليزية: Michael Rowland)‏ هو فارس أمريكي، ولد في 12 سبتمبر 1963 في ساراتوغا سبرينغس في الولايات المتحدة، وتوفي في 9 فبراير 2004.